# Hybosorus arator
Hybosorus arator is een keversoort uit de familie Hybosoridae. De wetenschappelijke naam van de soort is voor het eerst geldig gepubliceerd in 1803 door Illiger.